# Mateu II de Lorena
Mateu II (h. 1193 – 9 de febrer de 1251) va ser duc de Lorena des del 1220 fins a la seva mort. Era fill del duc Frederic II de Lorena i d'Agnès de Bar, va succeir al seu germàTeobald I de Lorena.
Immediatament va haver de lliurar Nancy a la vídua del seu germà, Gertrudis de Dagsburg, qui es va tornar a casar amb Teobald I de Navarra, la sobirania del qual Mateu va haver de reconèixer, a causa de les guerres infructuoses que el seu germà havia mantingut contra una coalició imperial. Teobald esperava aconseguir el comtat de Metz, però no aconseguint aquest objectiu, va repudiar a Gertrudis. Com que aquesta última no va tenir cap fill d'un tercer matrimoni, Nancy va tornar a mans del duc després de la seva mort durant l'any 1225.
Mateu va acompanyar a l'emperador Frederic II a la Sisena Croada l'any 1228 i aItàlia el 1235. Per això, va reprendre l'aliança que ja havien tingut els seus avantpassats un segle abans, des del nomenament d'Adalbert fins a la guerra entre el seu germà i Frederic, amb els emperadors.
Mateu es va enfrontar a diversos barons rebels, especialment al comte de Lunéville, qui va aconseguir un discret suport del comte de Bar. Va vèncer i va tornar a unir Lunéville al seu ducat en un intercanvi. No obstant això, no va aconseguir la pau. L'any 1230, Enric II de Bar va tornar revoltar-se contra ell, amb Hug II de Vaudémont i elbisbe de Toul, van devastar els territoris ducals i van conquerir uns quants castells.
Després de la mort d'Enric de Bar l'any 1240, Mateu va intentar prendre els castells perduts de les mans de Teobald II de Bar, el fill jove de difunt comte, però va fracassar i es va signar la pau l'any 1245, la qual va durar dècades. Aquell mateix any, l'emperador fou excomunicat i Mateu es va distanciar de la família imperial abans d'unir-se al partit papal d'Innocenci IV a l'any 1247. Va morir només uns pocs anys després d'haver negociat el profitós matrimoni del seu fill amb la filla del comte de Xampanya.

## Família
L'any 1225 es va casar amb Caterina de Limburg, filla de Walerà III de Limburg, duc de Limburg i comte de Luxemburg, i d'Ermesinda I de Luxemburg. Van tenir descendènciaː
- Frederic (1240 - 1302) el seu successor a Lorena.
- Laura, casada el 1250 amb Joan de Dampierre, vescomte de Troyes, i després amb

Guillem de Vergy, Senyor de Mirebeau i Autrey.
- Elisabet, es va casar amb Guillem de Vienne i, després amb Joan de Chalon.
- Caterina, casada amb Ricard de Montfaucon, comte de Montbéliard.
- Adelina, casada amb Lluís de Savoia, baró de Vaud.